# Johann Gottfried Perger

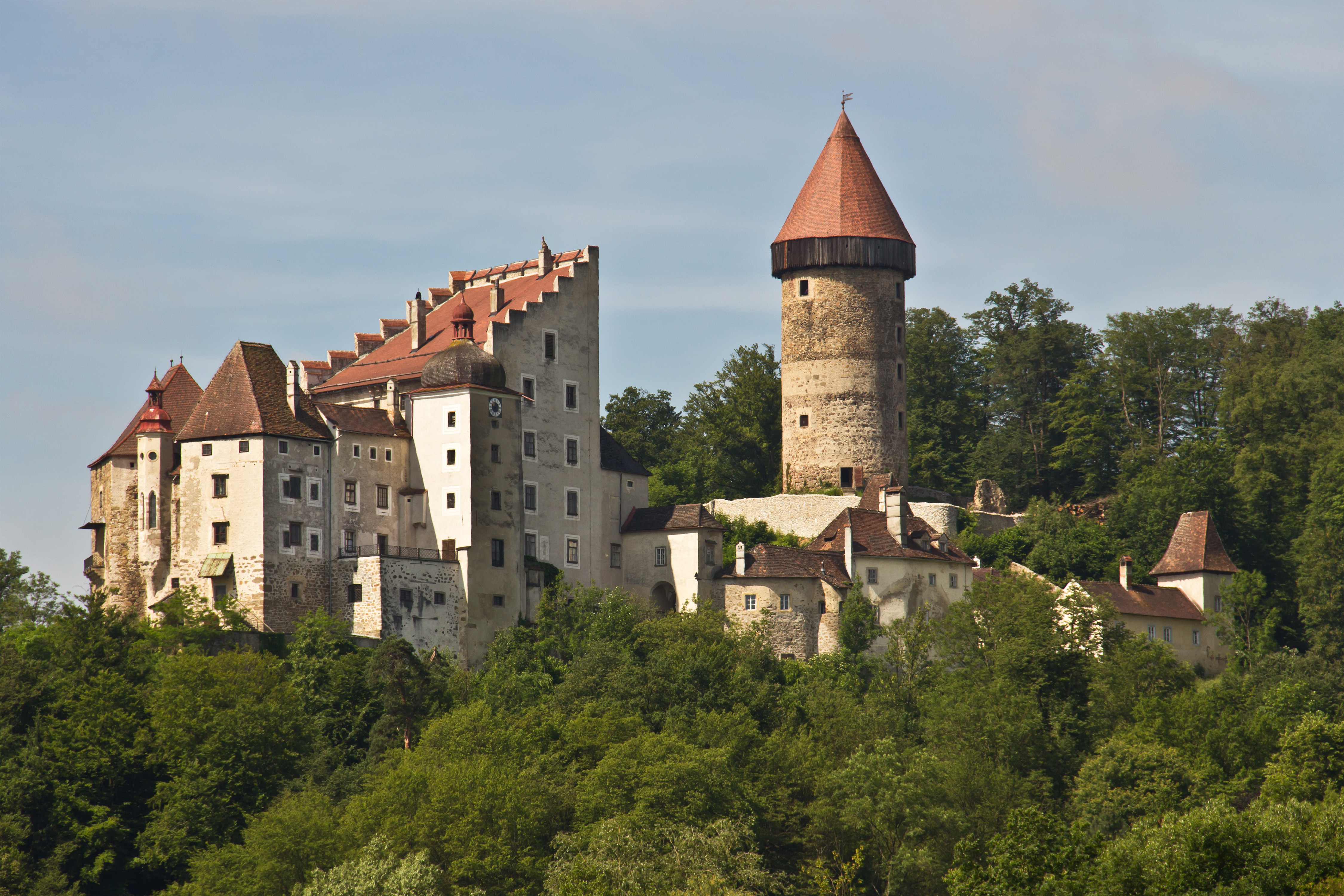
Burg Clam

Johann Gottfried Perger oder Johann Gottfried von Clam (* 2. April 1598; † 8. August 1673) war ein österreichischer Adeliger und der geschichtlich wohl bedeutendste Burgherr von Klam in Oberösterreich. Er wurde am 22. November 1665 in den Adelsstand mit dem Titelzusatz Freiherr von Clam erhoben und damit zum Ahnherrn der gleichnamigen Familie.

## Vorfahren
Die Perger nannten sich nach dem Weiler Berg bei Henndorf nahe Salzburg. Christoph Perger I., der Urgroßvater von Johann Gottfried Perger, konnte 1524 Klam als Lehen von den Grafen von Hardegg erwerben. Auf Christoph Perger I. (~1470–1534, verheiratet mit Walburga von Roppingen) folgten sein Sohn Christoph Perger II. († 1581, verheiratet mit Margarethe von Polchinger) und sein Enkel Hanns Enoch Perger († 1617). Hans Enoch Perger bzw. von Clam, verheiratet mit Anna Charitas von Salburg, waren die Eltern von Johann Gottfried Perger.

## Leben
Von 1610 bis 1611 besuchte Johann Gottfried die protestantische Lateinschule in Steyr. Am 30. August 1611 übersiedelte er nach Linz und wurde dort in der Schule im Landhaus unterrichtet. 1614 ging Johann Gottfried nach Tübingen, um dort die berühmte Adelshochschule zu besuchen. Dort wurde er vom aus Perg in Oberösterreich stammenden Thomas Lansius in Geschichte und Latein unterrichtet.
Johann Gottfried Perger bzw. von Clam heiratete Anna Sybilla von Kagenek (1602–1662), die ihm 12 Kinder gebar und über stattliches Vermögen aus der Familie Kagenek verfügte. Johann Leopold von Clam (gestorben 1727 in Linz) war ein Sohn der beiden.
Am 26. April 1635 erhielt er vom oberösterreichischen Landeshauptmann Johann Ludwig von Kuefstein den Auftrag, sich unverzüglich zu den aufständischen Bauern unter der Führung von Martin Laimbauer in die Riedmark zu begeben. Er sollte gemeinsam mit Georg Christoph von Schallenberg „sich der Ursach ihres Zusammenlaufens, auch ihres Vorhabens erkundigen“, die Bauern abmahnen, von landesverderblichem Zusammenrotten und Unwesen abhalten, aber auch ihre Beschwerden aufnehmen und dem Landeshauptmann übermitteln. Anstatt einer friedlichen Verhandlung kam es am nächsten Tag allerdings zur ersten militärischen Konfrontation mit Laimbauers Anhängern.
Am 11. August 1636 verlieh ihm Kaiser Ferdinand III. den Titel Edler Herr zu Clam, wodurch die Familie in Folge ihren ursprünglichen Namen Perger wegließ. Ab 1636 ließ Johann Gottfried die alte Festung, die im Dreißigjährigen Krieg stark gelitten hatte, zum wohnlicheren Renaissanceschloss ausbauen. 1642 ging das Lehen zu Clam durch Kauf in das Eigentum des Geschlechts über. Am 22. November 1655 wurde Johann Gottfried in den Freiherrnstand erhoben und er trat zum katholischen Glauben über. Seit 1665 gehört auch das Schloss Außenstein zum Besitz der Burg Clam.

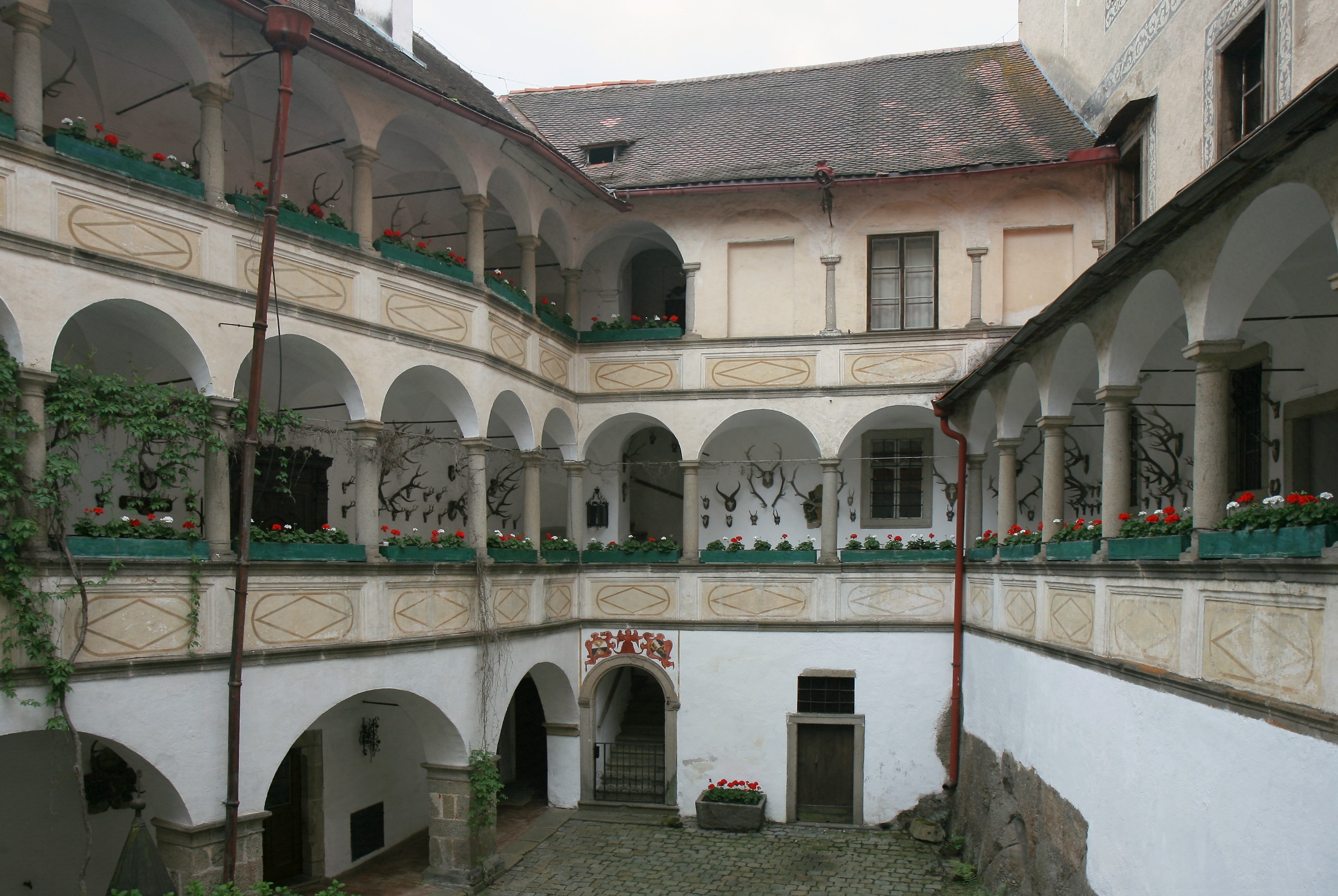
Schlosshof mit Arkaden
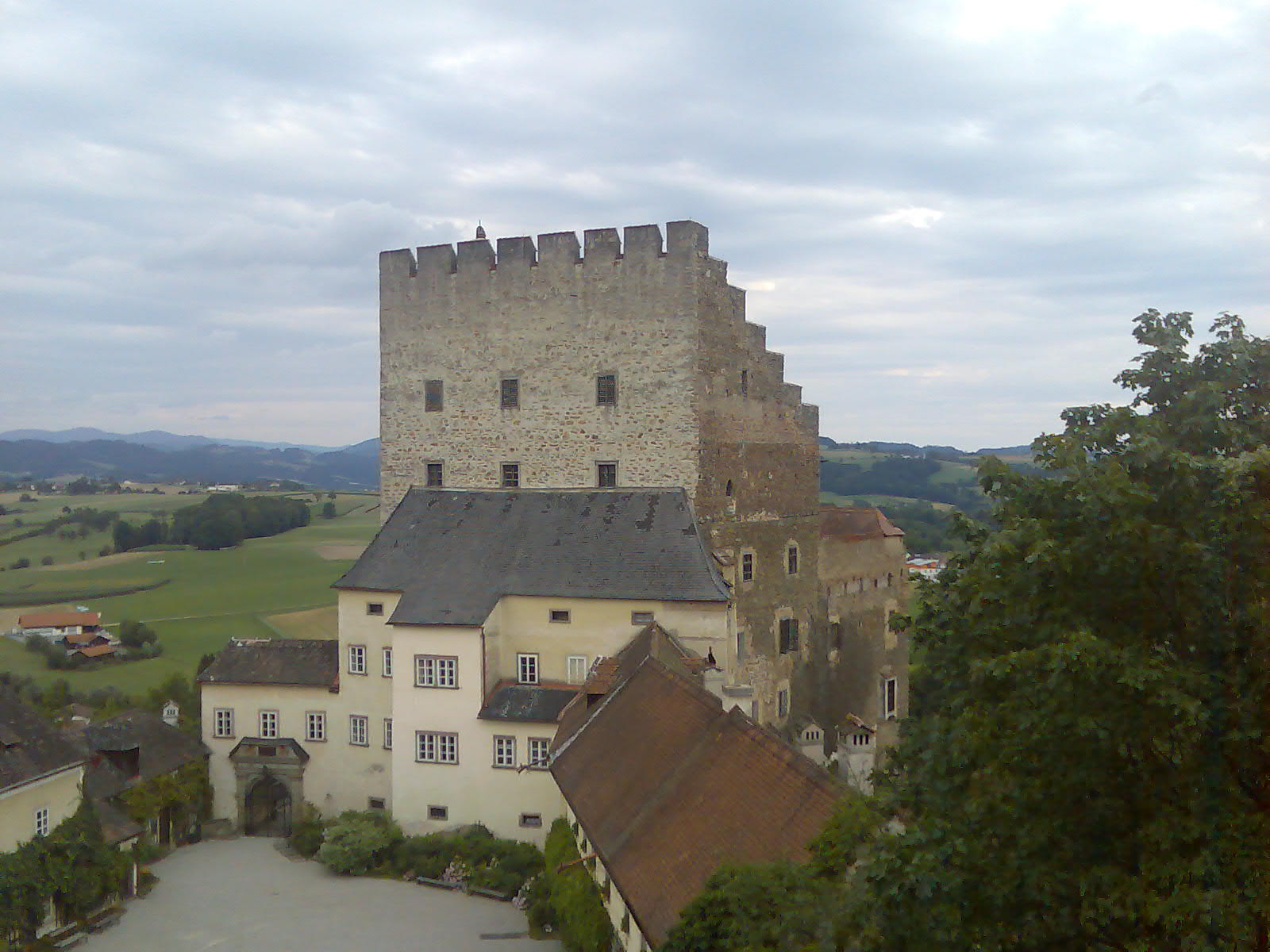
Vorburg mit Hof
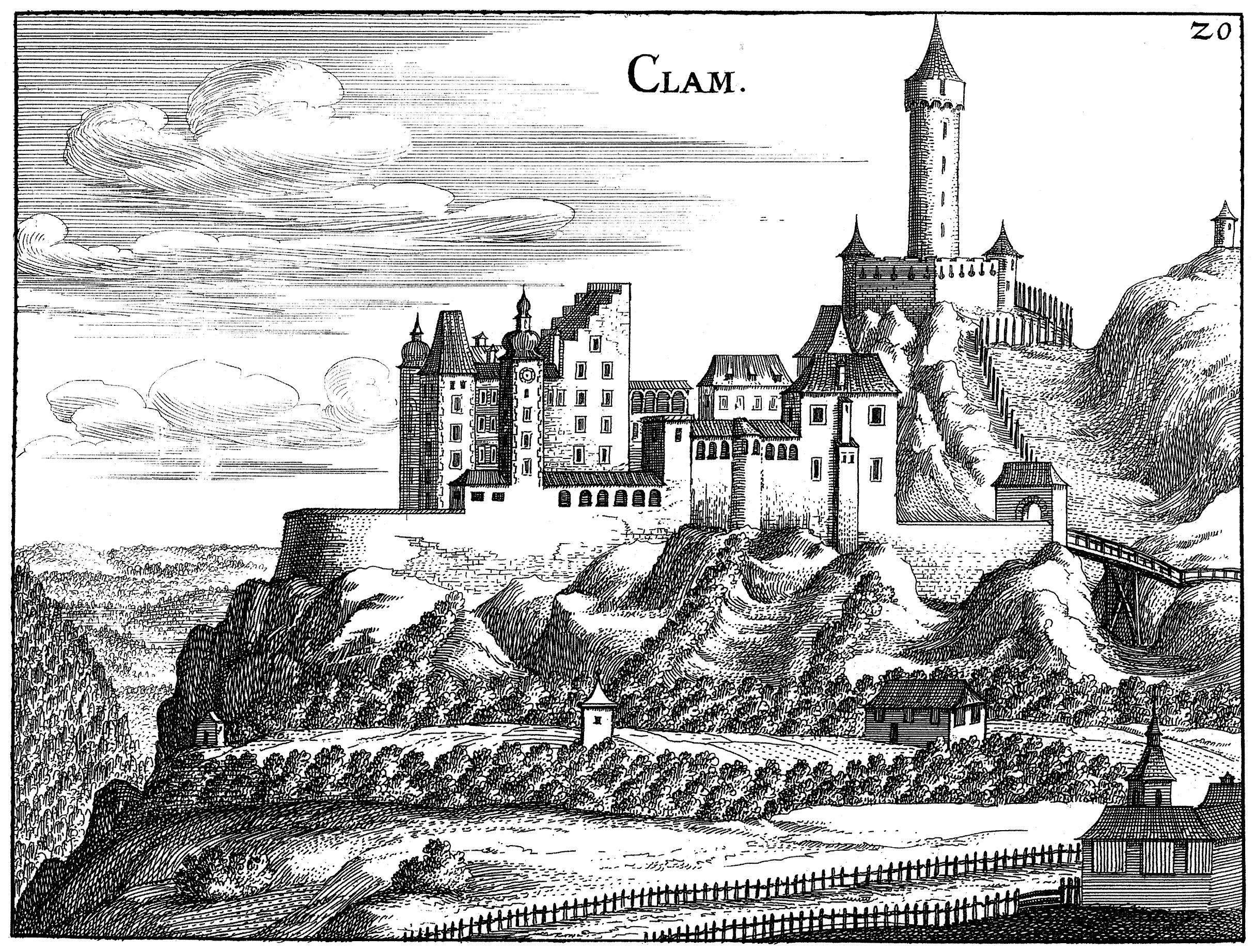
Kupferstich in der Topographia Austriae superioris modernae 1674

## Verdienste
Johann Gottfried Perger gilt als großer Förderer von Klam und Umgebung. 1637 ließ er dem Markt Klam die alten Freiheiten und Marktrechte (aus den Jahren 1384, 1400, 1415, 1491 und 1564) bestätigen. 1641 ließ er die Pfarr- und Begräbniskirche Hofkirchen neu verputzen, deren Orgel und den umliegenden Friedhof renovieren. 1646 errichtete der Burgherr eine Spitalstiftung und das Armen- oder St. Anna-Haus. 1654 stellte Johann Gottfried den Creuzpöckhischen Luss für den Anbau von Kraut zur Verfügung, der in 31 Teile geteilt und auf die Bewohner des Marktes aufgeteilt wurde. Außerdem finanzierte er eine Wasserleitung. Im Jahr 1659 begann er mit dem Bau der Kirche in Klam, die vorerst nur eine Filialkirche von Saxen war. Durch diesen Kirchenbau verlagerte sich das Pfarrleben von Saxen und Hofkirchen aber allmählich nach Klam.
Gegen Ende seines Lebens (um 1665) verfasste Johann Gottfried Perger eine Autobiographie, die vor allem auf die Zeit des Dreißigjährigen Krieges fokussiert ist. Diese Handschrift befand sich noch 1937 im Schlossarchiv Weinberg. Heute gilt sie als verloren bzw. unauffindbar.

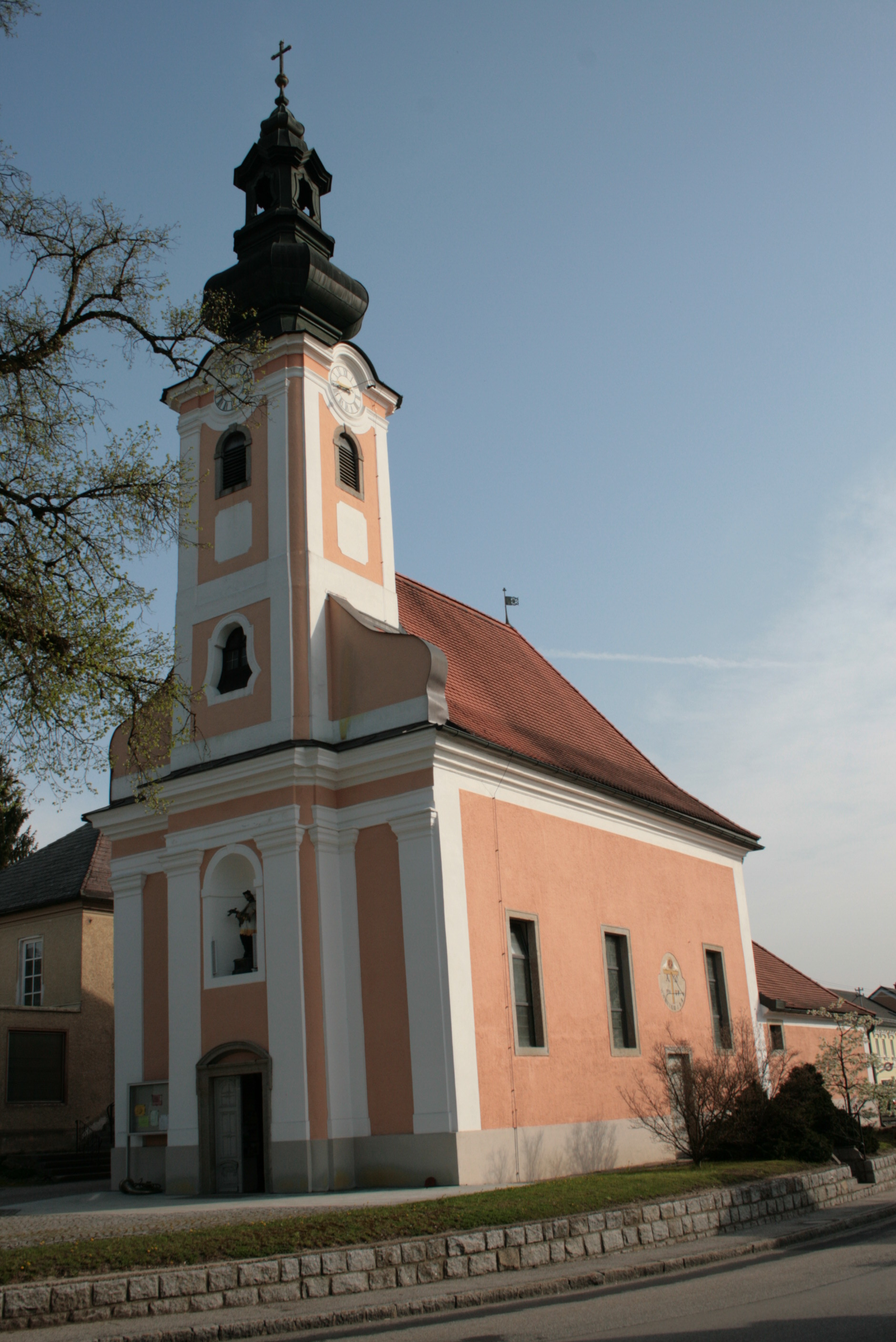
Pfarrkirche Klam, Südansicht
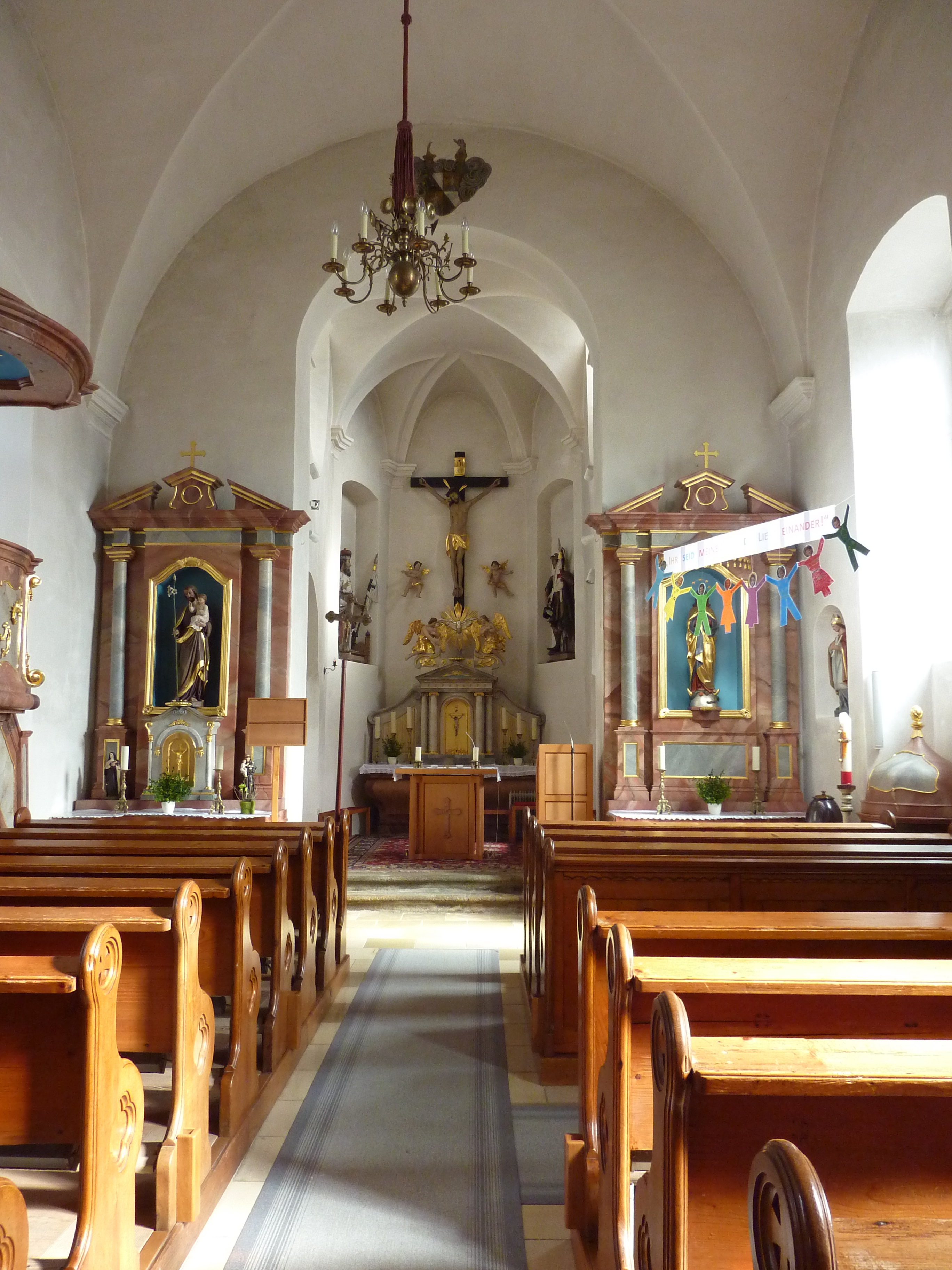
Das Innere der Pfarrkirche Klam

## Nachgeschichte
Sein Sohn und Nachfolger Hans Christoph von Clam († 1697) war mit Maria Elisabeth von Thürheim verheiratet.
1759 verlieh Kaiserin Maria Theresia der Familie den Titel „Erbländisch-österreichischer Graf“.